# 讷维拉莱
讷维拉莱（法語：Neuvillalais，法語發音：[nøvilalɛ]）是法国萨尔特省的一个市镇，属于马梅尔斯区。

## 地理
讷维拉莱（48°9'24"N, 0°0'3"W）面积18.86 平方千米，位于法国卢瓦尔河地区大区萨尔特省，该省份为法国西北部内陆省份，北起顺时针与奥恩省、厄尔-卢瓦省、卢瓦-谢尔省、安德尔-卢瓦尔省、曼恩-卢瓦尔省和马耶讷省接壤，是法国大西部的入口，连接卢瓦尔河谷、布列塔尼和巴黎盆地。
与讷维拉莱接壤的市镇（或旧市镇、城区）包括：韦尔尼、泰尼、孔利、克里塞、鲁埃。

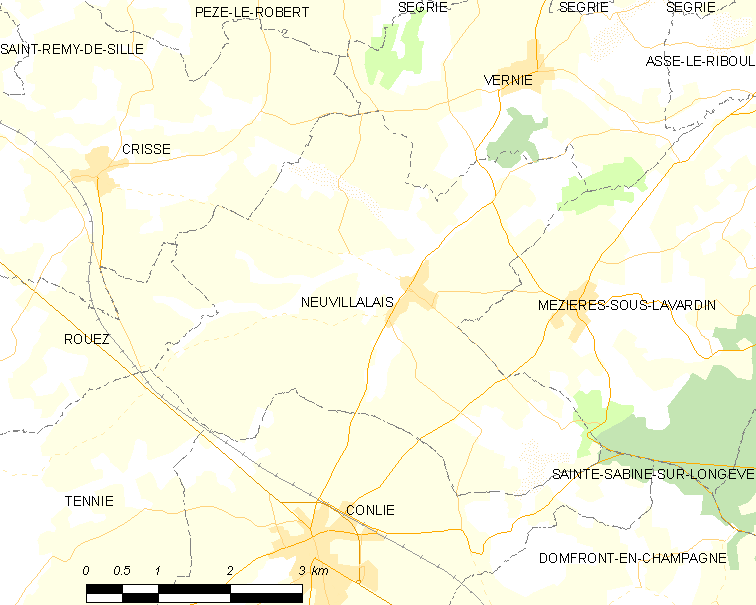
讷维拉莱的OSM定位图

讷维拉莱的时区为UTC+01:00、UTC+02:00（夏令时）。

## 行政
讷维拉莱的邮政编码为72240，INSEE市镇编码为72216。

## 政治
讷维拉莱所属的省级选区为卢埃县。

## 人口

1962-2008年间讷维拉莱人口变化图示

讷维拉莱于2022年1月1日时的人口数量为593人。